# لیکوی خطدار نگرس
لیکوی خطدار نگرس (نام علمی: Zosterornis nigrorum) نام یک گونه از سرده لیکوی خطدار است.